# 王将太鼓
王将太鼓（おうしょうだいこ）は、大阪市浪速区の新世界で結成された日本最初のプロ和太鼓集団。1966年（昭和41年）2月22日、関西プロダクション株式会社（当時、和田四郎社長・会社は現存していない）所属のもと小林潤一郎（当時51歳）を代表に6名の奏者によって結成された。吉本興業と契約してなんば花月（現在のNGKなんばグランド花月）、うめだ花月、京都花月など関西、中京エリアの主要舞台を中心として精力的に活躍していたが、最年少メンバーであった高山正行（当時24歳）の脱会を機に同年11月解散。幻の太鼓チームとなった。

## 来歴
後年、王将位となる稀代の棋士・坂田三吉の大成を祈って団扇太鼓を打ちたたく妻・小春の、まさしく「炎のような姿」を音の世界で再現しようとしたのが結成の契機。運営には和太鼓界で初めて大手芸能事務所が携わった。マスコミ向けの初披露は1966年（昭和41年）2月23日、通天閣にて大々的に行なわれ、関西新聞など新聞各紙は芸能界初のプロ太鼓打ち誕生と大きく取り扱った。

## 演目
- 王将みだれ打ち（王将太鼓）
- 通天太鼓
- 小春太鼓
- 桂馬太鼓
- 金将太鼓
- 飛車角太鼓
- 稲妻太鼓
- 浪花の早手打ち

## エピソード
- メンバーの一人であった中嶋石（当時37歳）は、2009年現在、中嶋如仙（なかじま じょせん）として福井県水墨画協会の顧問を務めている。なお、高山正行が後年アマチュアとして結成した越前龍天太鼓の法被（はっぴ）の背に舞う龍の原画は中嶋によるものである。中嶋如仙は日本南画院の理事長であった世界的水墨画家・渡辺悟仙の親友であり一番弟子でもある。

## 助六太鼓との比較
東京都湯島の助六太鼓が日本最初のプロ和太鼓集団であるという説は間違いである。助六太鼓は王将太鼓が結成された1966年（昭和41年）より1年遅い1967年（昭和42年）に、湯島天神助六太鼓保存会（現在の助六太鼓保存会）として発足したものである。これは、助六太鼓の公式HPのコンテンツ中の現・助六太鼓代表である今泉豊の経歴の中に「1967年 - 日本初のプロの和太鼓として確立しつつあった助六太鼓で・・・（中省略）・・・その太鼓打芸の継承を目的とし、湯島天神助六太鼓保存会を発足する。」と記載されている事実からも明白である。更に、助六太鼓の公式モバイルHP中の代表紹介に至っては「1974年 - 日本初のプロの和太鼓として確立しつつあった助六太鼓・・・（後略）」と記載されており、この内容だけから判断すると王将太鼓結成よりも8年後にプロ和太鼓集団へ確立したことになる。